# Phare de Newburyport
Le phare de Newburyport (en anglais : Newburyport Harbor Light) ou phare de Plum Island est un phare actif situé sur Plum Island (en) à l'entrée du port de Newburyport Comté d'Essex (État du Massachusetts).
Il est inscrit au Registre national des lieux historiques depuis le 15 juin 1987.

## Histoire
La lentille de Fresnel d'origine de 4e ordre est toujours utilisée, l'une des cinq lentilles de Fresnel en verre d'origine encore en usage dans le Massachusetts.
Le phare appartient maintenant à la ville de Newburyport et est loué aux Friends of Plum Island Light qui en assure la restauration et l'entretien. Le phare est ouvert pour des visites à des dates sélectionnées en été.

## Description
Le phare  est une tour cylindrique en bardage de bois, avec une galerie et une lanterne de 13,5 m de haut. La tour est non peinte et la lanterne est noire. Son feu à occultations émet, à une hauteur focale de 15 m, deux éclats verts par période de 15 secondes. Sa portée est de 10 milles nautiques (environ 19 km).
Identifiant : ARLHS : USA-544 ; USCG : 1-0260 - Amirauté : J0250 .

### Lien connexe
- Liste des phares du Massachusetts